# Columbia County Rider

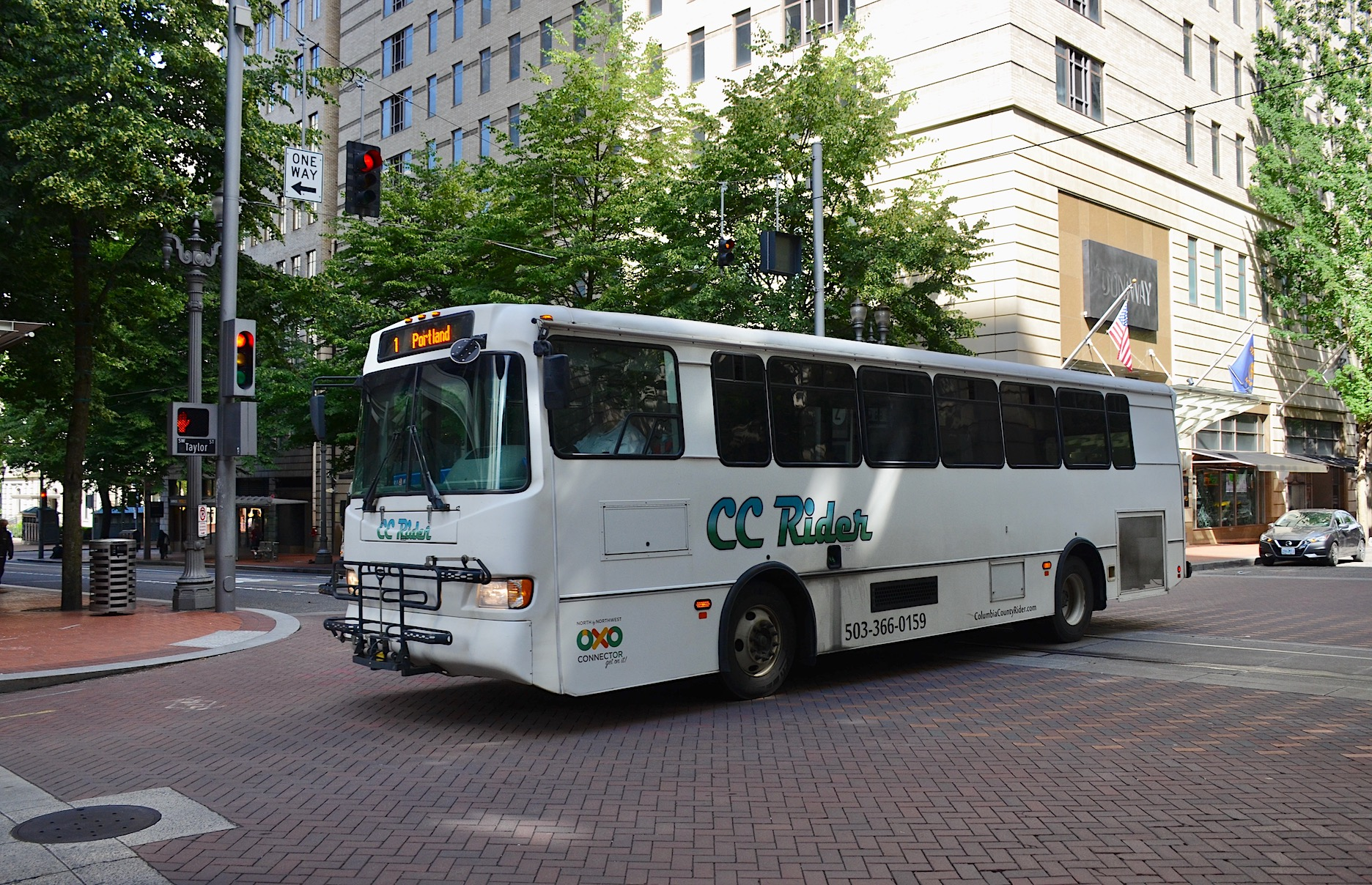
Busz a portlandi Taylor utcában 2021-ben

A Columbia County Rider (CC Rider) az Oregon állambeli Columbia megye autóbusz-hálózata, amelyet a Columbia megyei Közlekedési Osztály üzemeltet. A térség hálózatait összefogó NW Connector részeként működő CC Ridernek egy számozott és egy kórházakat érintő kiegészítő viszonylata van, emellett mozgáskorlátozottak szállításával is foglalkozik.
2022. június 1-jéig az autóbusz-vezetőket az MTR Western alvállalkozói biztosították, de a szerződés lejárta óta a megye saját sofőröket alkalmaz.

## Finanszírozása
A hálózat működését nagyrészt a szövetségi kormány és az Oregoni Közlekedési Minisztérium támogatásaiból finanszírozzák; 2015 óta többször próbáltak önálló céget létrehozni új adók kivetésével, de ezek a próbálkozások sikertelenek voltak. Columbia és Clatsop megyék azóta hálózataik közös cégbe való összevonásáról tárgyalnak.
A hálózaton zónarendszer van érvényben, egy jegy 2–6 dollárba kerül. Pénzügyi okokból korábbi vonalaik többségét megszüntették, egy részükön azóta a Clatsop megyei Sunset Empire Transportation District szolgáltat.

## Viszonylatok
- 1 – Downtown Portland (St. Helens pályaudvar ◄► Portland, SW Salmon & 5th, csak hétköznapokon)
- Dial-A-Ride: igényvezérelt szolgáltatás mozgáskorlátozottak számára (hétfőtől szombatig)
- Portland Medical Rides: Portland kórházait összekötő viszonylat (heti egyszer)

## Fordítás
- Ez a szócikk részben vagy egészben  a   Columbia County Rider című angol Wikipédia-szócikk ezen változatának fordításán alapul.  Az eredeti cikk szerkesztőit annak laptörténete sorolja fel. Ez a jelzés csupán a megfogalmazás eredetét és a szerzői jogokat jelzi, nem szolgál a cikkben szereplő információk forrásmegjelöléseként.